# 窄头双髻鲨
窄头双髻鲨（学名：Sphyrna tiburo）为双髻鲨科双髻鲨属的鱼类。分布于大西洋和太平洋热带和亚热带各海区。该物种的模式产地在美洲。
2007年5月，科學家發現：窄頭雙髻鯊可以透過單性生殖進行無性生殖，雌鯊可以透過將自身的卵細胞與極體結合來形成受精卵。窄頭雙髻鯊為最早發現有這項行為的鯊魚。